# Melanomma rhododendri
Melanomma rhododendri är en lavart som beskrevs av Rehm 1881. Melanomma rhododendri ingår i släktet Melanomma och familjen Melanommataceae.   Inga underarter finns listade i Catalogue of Life.